# Рихулф
Рихулф (на немски: Richulf, Richolf, † 9 август 813, Майнц) е от 787 до смъртта си архиепископ на Майнц.

## Произход и управление
Той произлиза от франкска благородническа фамилия от Ветерау. Заедно с брат си Рутекар той подарява собствености в Рьоделхайм на манастир Фулда. По-късният архиепископ Отгар от Майнц († 847) е негов племенник.
Рихулф е ученик на Алкуин и водещ в двора на Карл Велики. Първо служи като мисус на Тасило III от Бавария през 781 г. Той придружава Карл Велики до Рим (781). На 4 март 787 г. в катедралата на Фритцлар той е помазан за епископ.
Рихулф започва да строи манастирската църква Св. Албан в Майнц (осветена на 1 декември 805). В капелата на Бонифаций той строи гробница на архиепископите на Майнц. През 811 г. Рихулф е в списъка на свидетелите на завещанието на Карл Велики. На 9 юни 813 г. той ръководи заедно с архиепископ Хилдеболд († 818) от Кьолн синода в манастир Св. Албан пред Майнц.
Умира на 9 август 813 г. и е погребан в манастир Св. Албан пред Майнц.